# Saint-Jean-de-Livet
Saint-Jean-de-Livet és un municipi francès situat al departament de Calvados i a la regió de Normandia. L'any 2007 tenia 202 habitants.

## Demografia

### Població
El 2007 la població de fet de Saint-Jean-de-Livet era de 202 persones. Hi havia 78 famílies de les quals 12 eren unipersonals (4 homes vivint sols i 8 dones vivint soles), 33 parelles sense fills, 29 parelles amb fills i 4 famílies monoparentals amb fills.
La població ha evolucionat segons el següent gràfic:
Habitants censats

### Habitatges
El 2007 hi havia 99 habitatges, 81 eren l'habitatge principal de la família, 14 eren segones residències i 4 estaven desocupats. Tots els 99 habitatges eren cases. Dels 81 habitatges principals, 71 estaven ocupats pels seus propietaris, 8 estaven llogats i ocupats pels llogaters i 1 estava cedit a títol gratuït; 1 tenia dues cambres, 9 en tenien tres, 18 en tenien quatre i 52 en tenien cinc o més. 49 habitatges disposaven pel capbaix d'una plaça de pàrquing. A 32 habitatges hi havia un automòbil i a 47 n'hi havia dos o més.

### Piràmide de població
La piràmide de població per edats i sexe el 2009 era:
| Homes | Edats   | Dones |
| ----- | ------- | ----- |
| 0     | 95 o +  | 0     |
| 0     | 90 a 94 | 0     |
| 0     | 85 a 89 | 0     |
| 0     | 80 a 84 | 0     |
| 4     | 75 a 79 | 0     |
| 0     | 70 a 74 | 0     |
| 8     | 65 a 69 | 4     |
| 4     | 60 a 64 | 4     |
| 16    | 55 a 59 | 0     |
| 20    | 50 a 54 | 28    |
| 16    | 45 a 49 | 20    |
| 4     | 40 a 44 | 12    |
| 4     | 35 a 39 | 4     |
| 4     | 30 a 34 | 4     |
| 8     | 25 a 29 | 0     |
| 0     | 20 a 24 | 4     |
| 4     | 15 a 19 | 32    |
| 8     | 10 a 14 | 16    |
| 4     | 5 a 9   | 4     |
| 4     | 0 a 4   | 0     |

## Economia
El 2007 la població en edat de treballar era de 138 persones, 99 eren actives i 39 eren inactives. De les 99 persones actives 92 estaven ocupades (47 homes i 45 dones) i 7 estaven aturades (2 homes i 5 dones). De les 39 persones inactives 27 estaven jubilades, 5 estaven estudiant i 7 estaven classificades com a «altres inactius».

### Ingressos
El 2009 a Saint-Jean-de-Livet hi havia 78 unitats fiscals que integraven 207 persones, la mediana anual d'ingressos fiscals per persona era de 19.122 €.

### Activitats econòmiques
Dels 9 establiments que hi havia el 2007, 1 era d'una empresa alimentària, 6 d'empreses de construcció, 1 d'una empresa de comerç i reparació d'automòbils i 1 d'una empresa de serveis.
Dels 5 establiments de servei als particulars que hi havia el 2009, 1 era un paleta, 2 lampisteries i 2 electricistes.
L'any 2000 a Saint-Jean-de-Livet hi havia 7 explotacions agrícoles que ocupaven un total de 147 hectàrees.

## Poblacions més properes
El següent diagrama mostra les poblacions més properes.